# Jumpin’, Jumpin’
Jumpin’, Jumpin’ – to piąty i ostatni singiel z drugiego albumu studyjnego Destiny’s Child – The Writing's on the Wall (z 1999 roku), piosenka znalazła się także na kompilacji największych przebojów DC Number 1's (z 2005 roku). Utwór napisały Beyoncé Knowles, Chad Elliott oraz R. Moore.

## Formaty i remiksy
Jest to ostatni singel Destiny’s Child, w którym można usłyszeć LaTavię Roberson i LeToyę Luckett. Istnieją trzy jego remiksy: z raperem Nitro, „So So Def Remix” feat. Lil Bow Wow, JD & Da Brat oraz „Azza's Remix”.

## Teledysk
Teledysk powstał do „So So Def Remix”. Drugą część teledysku stanowi „Azza's Remix” z wolniejszym śpiewem, Kelly Rowland śpiewającą refren oraz Michelle Williams i Farrah Franklin zamiast LaTavii Roberson i LeToyi Luckett.

## Pozycje na listach przebojów
„Jumpin’, Jumpin’” zadebiutował na 74. pozycji na „Hot 100” 13 maja 2000 roku. Był to drugi singel z The Writing's on the Wall, który odniósł ogromny sukces na skalę międzynarodową. Był to też hit na liście „Hot 100 Airplay”, na której 1. miejsce zdobył 19 sierpnia 2000. Na liście „Hot 100 Singles Sales” znalazł się na 8. pozycji. Piosenka zdobyła 1. miejsce na „40 Top Mainstream” oraz „Rhytmic Top 40”.
W Wielkiej Brytanii „Jumpin’, Jumpin’” stał się najlepiej sprzedającym singlem. Sprzedano ponad 195 000 kopii. Singiel osiągnął też sukces na „Australian Singles Chart”.
Po sukcesie „Jumpin’, Jumpin’”, album „The Writing's on the Wall” został nagrodzony sześciokrotną platyną. Został sprzedany w 9 milionach kopii po zaledwie rocznym pobycie na listach przebojów.